# Boa Esperança (Espírito Santo)
Pour les articles homonymes, voir Boa Esperança.
Boa Esperança est une municipalité brésilienne située dans l'État de l'Espirito Santo.